# Пусанский периметр
Пуса́нский пери́метр (Пуса́нский плацда́рм) — линия (периметр), ограничивающая район на крайнем юго-востоке Кореи, удерживаемый американскими и южнокорейскими войсками под напором армии КНДР летом и осенью 1950 года во время Корейской войны.
Протяжённость составляла 140 миль (около 200 километров). Название получил от портового города Пусан, который являлся основной базой южной коалиции в то время. Большая часть проходила по реке Нактонган.

## Отступление южнокорейских и американских войск к Пусану
15 августа 1948 года в Сеуле была создана Республика Корея, а 9 сентября этого же года в Пхеньяне — Корейская Народно-Демократическая Республика. Вывод из обеих Корей советских и американских войск создал условия для начала Корейской войны 1950—1953 гг..
25 июня 1950 года силы КНДР перешли во всеобщее наступление, и через три дня овладели столицей Южной Кореи Сеулом и продолжили теснить армию Республики Корея к югу. С 27 июня в защиту южан выступили военные силы США, начавшие воздушную операцию вместе с планированием наземной операции. 1 июля в Пусан прибыли части 24-й пехотной дивизии армии США, которая уже 4 июля вступила в бой с Корейской народной армией, однако потерпела ряд поражений. 20 июля командир американских войск генерал-майор Дин оказался в плену у КНА, а остатки американской и южнокорейской армий отступили на юго-восток Корейского полуострова.

## Оборона Пусанского периметра
К 1 августа силы Южной Кореи и США отступили к Пусану. Остаток контролируемой территории, составившей не более 10 % бывшей территории Республики Корея получил название Пусанского периметра. С конца июля по сентябрь 1950 года американские и южнокорейские войска вели оборонительные бои за право сохранения последней территории на полуострове. Обороняющимся удалось удержать плацдарм, что спасло весь результат Корейской войны для южан и спасло их от полного поражения и уничтожения.
Угроза Пусанскому периметру была ликвидирована после Инчхонской десантной операции вооруженных сил США, начавшейся 15 сентября 1950 года. 23 сентября американцами и южанами был отбит Сеул и окружена группировка КНА на юге Кореи, значительная часть которой погибла или попала в плен.

## Стабилизация фронта
Наступление американцев и южан закончилось взятием Пхеньяна и вмешательством в дела Кореи китайских войск, которые вступили на территорию Северной Кореи и способствовали очередному перелому в войне. 5 декабря северокорейцы при помощи китайцев снова вернули Пхеньян.
К середине января 1951 года появились первые признаки равновесия на фронте, а в мае он окончательно стабилизировался.